# Facebook

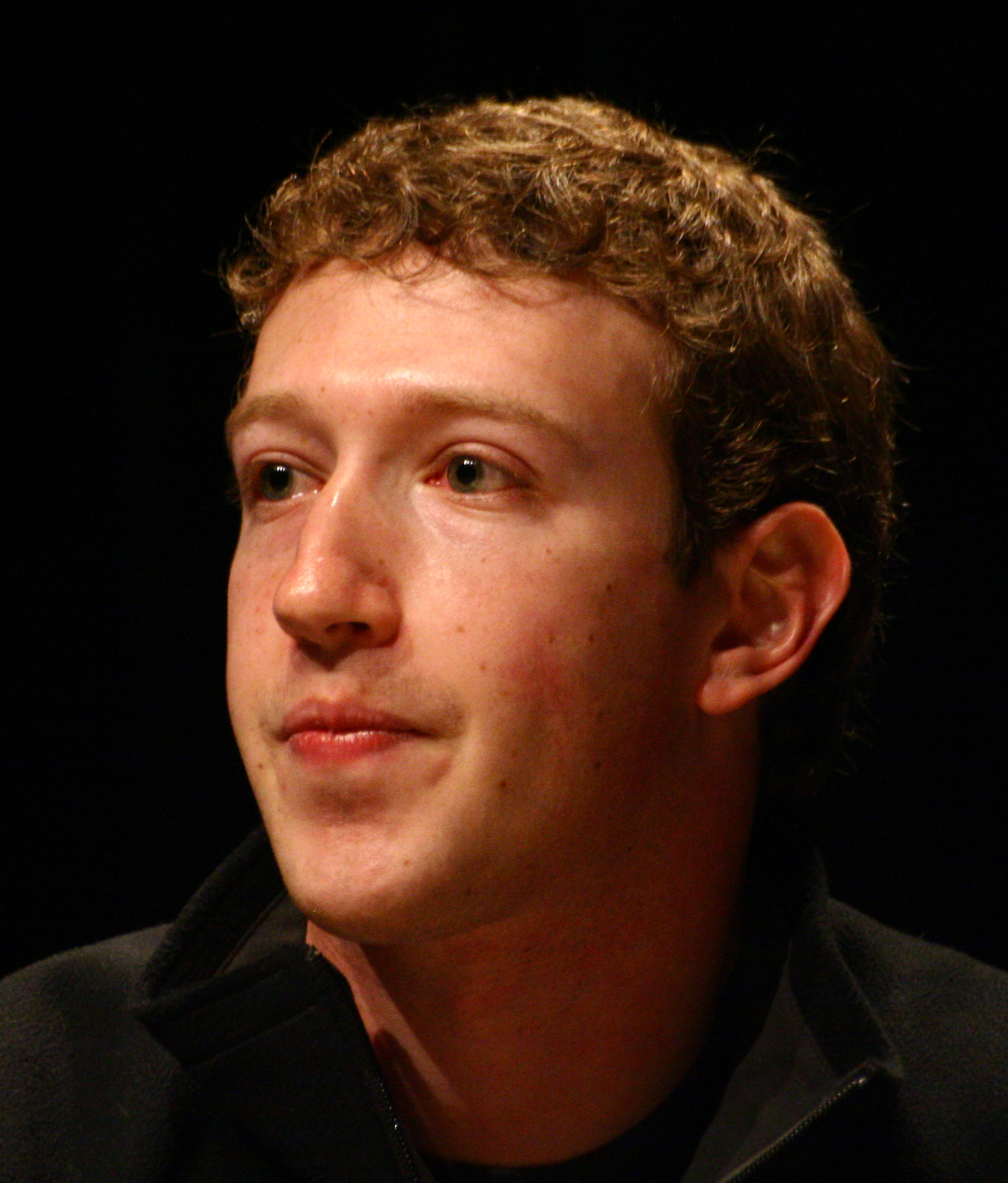
Mark Zuckerberg, az alapító

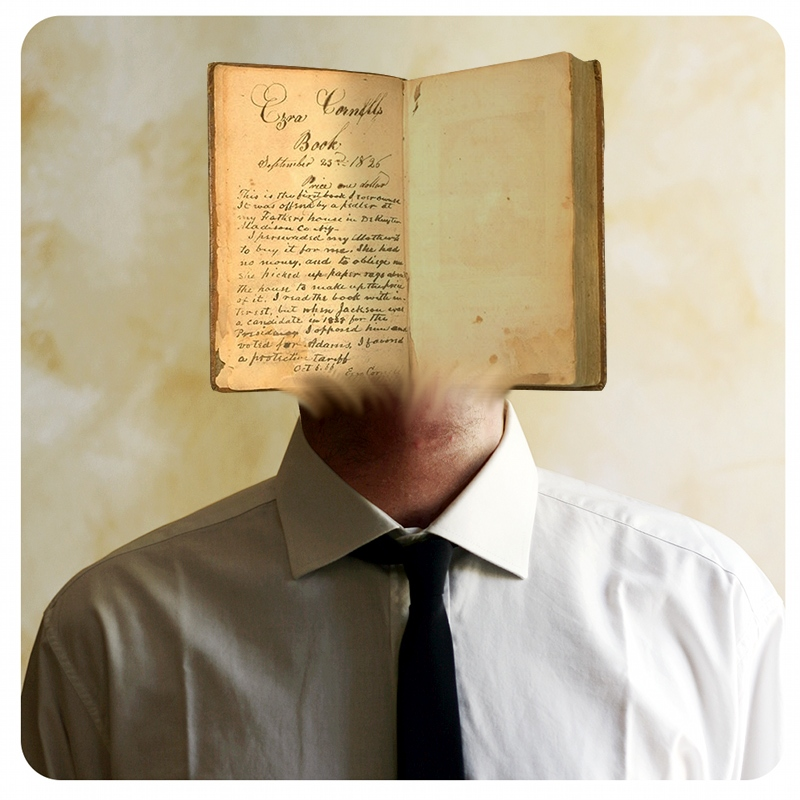
A Facebook Man – a 150 milliomodik felhasználó tiszteletére

A Facebook amerikai alapítású közösségi hálózat, amely 2004. február 4-én kezdte meg működését. Eredetileg Thefacebooknak hívták. Az egyik legnagyobb ismeretségi hálózat a világon, amely 2011 februárjára már több mint 637 millió regisztrált felhasználót számlált. A Facebook a világ leggyakrabban használt szociális hálózatává vált a 2009. januári Compete.com rangsorolása alapján, az aktív havi felhasználók száma szerint, megelőzve a MySpace nevű közösségi oldalt. 2009. november 25-én Mark Zuckerberg bejelentette, hogy a Skype és az X (Twitter) mintájára tőzsdére viszi a Facebookot. 2011 tavaszán a tőzsdei bevezetést még mindig korainak találták, és az időpontját 2012-re tették, közben azonban a Facebook értékét folyamatosan számítgatták és felbecsülték. A tőzsdei bevezetésre végül 2012. május 18-án délután 17 órakor került sor. A következő mérföldkő 2012. október 4. – ezen a napon a Facebook elérte az 1 milliárd regisztrált felhasználót. Felhasználóinak száma 1,23 milliárd, a teljes internetpopuláció 38%-a. Több mint egymilliárd felhasználó használja mobiljáról a Facebookot. 2017 júniusában újabb mérföldkőhöz érkezett a portál: az aktív felhasználók száma meghaladta a 2 milliárd főt (aktív felhasználónak számít, aki az elmúlt 30 napban legalább egyszer belépett az oldalra).
A közösségi háló 2021. október 4-én globálisan összeomlott és az egész világon elérhetetlenné vált, a problémát a rendszer technikusai pedig nem tudták kiküszöbölni. A Facebook után röviddel az Instagram, WhatsApp és Messenger alkalmazások is leálltak minden országban, estére pedig az Is It Down Right Now nevű hibafigyelő program is leállt az óriási terhelés következtében. A problémát október 5-ére küszöbölték ki a rendszer technikusai.

## Jellemzői
A rendszer használata ingyenes, egy egyszerű regisztrálással lehet meghívás nélkül hozzá csatlakozni, szemben a 2010 végéig meghívásos alapon működő magyar iWiW-vel. A felhasználók regisztrálhatnak egy személyes Facebook-profilt, létrehozhatnak Facebook-oldalt, Facebook-csoportot, Facebook-eseményt, hirdetést, apróhirdetést tehetnek közzé, adományozhatnak és adományt gyűjthetnek ügyek számára, kapcsolódhatnak ismerőseikhez, csoportokhoz és rajongói oldalakhoz egyaránt, valamint üzeneteket válthatnak és eseményeket szervezhetnek. Az üzenőfalon keresztül híreket, információkat, weboldalakat és videókat is megoszthatnak egymással. Városok, munkahelyek, felsőoktatási intézmények vagy régiók (például Magyarország) által szervezett közösségekhez csatlakozhatnak, és érhetnek el bennük másokat. A saját hálózaton belül a mások adatlapja részleteiben is látható, míg más közösséghez tartozó felhasználó adatlapja nem, de ez függ a felhasználók egyedi beállításaitól is.
2011 augusztusában a Facebook megújította adatvédelmi és a tartalommegosztási rendszerét, jelentős részben a honlapot ért kritikák és a Google+ szerencsésebb beállításai nyomán. Néhány héttel később megjelent egy újabb frissítés, amely a közzététel rendjét szabályozza, lehetővé teszi általunk nem ismert emberek követését (beleegyezésükkel), a hírfolyamokat pedig áttekinthetőbbé teszi a barátok és az események besorolásával. Vélhetően erre a fejlesztésre is hatással volt a Google+ rendszere, amely különösen ügyel a felhasználók csoportba rendezésére és az információ ettől függő megosztására. Emellett újabb fejlesztéseket vezetnek be, amelyek online életünk számos mozzanatát naplózzák (a felkeresett tartalmakat automatikusan lájkolják); a Facebook egyfajta multimédiás központtá alakul.

## Története
Az oldal létrehozásának ötlete eredetileg Mark Zuckerberg egyetemi előkészítő iskolájának, a Phillips Exeter Academynek fényképes, nyomtatott, könyv alakú kiadványa volt. Ezek a könyvek már évtizedek óta közkedveltek voltak, és használatban álltak a tanárok és a diákok számára. A Facebook története valójában 2003-ban kezdődött a Facemash nevű alkalmazás kidolgozásával. Adam D'Angelo, aki Mark Zuckerberg legjobb barátja volt a középiskolában, létrehozott az egyetemisták számára egy kezdetleges társasági oldalt. A programnak olyan sikere lett, hogy használóinak száma a százezret is meghaladta. A honlap népszerűségének hatására írta meg Mark Zuckerberg a CourseMatch programot, ami aztán a Facebook létrehozásához vezetett. Ő és Eduardo Saverin akkor alapította a Facebookot, amikor még a Harvard Egyetemre jártak, társaik voltak még a fejlesztésben Dustin Moskovitz és Chris Hughes. Kezdetben csak a Harvard hallgatói számára volt elérhető az oldal felhasználása, majd  kiterjesztették az Ivy League-re és a Stanford Universityre. Azután minden egyetemista, majd minden 13 évesnél idősebb személy is regisztrálhatott a Facebookon. Peter Thiel volt az első, aki anyagilag is támogatta a céget, mintegy félmillió dollárral. Az oldalon lehet üzeneteket felírni az üzenőfalra, lehet fotókat feltölteni és megosztani. Jelenleg több mint 1 milliárd aktív felhasználója van, ez a szám napról napra emelkedik. (A Hi5 58, az Orkut pedig 46 millió körüli havi látogatószámmal bír.) Az oldal jelenleg 207 országban, 37 különböző nyelven érhető el, és 2010 januárjára már szinte teljesen elkészült a magyar változat, amelynek fordítását a felhasználók készítik.
2012-ben a Facebook megváltoztatta az Adatkezelési Szabályzatát, mert a Facebook felhasználók 30%-a nem szavazott ellene. A változás szerint a Facebook átadhatja személyes adatainkat az Instagramnak.

## Összes aktív felhasználó
| Időpont              | Felhasználók száma (millió) | Eltelt idő (nap) | Havi átlagnövekedés (%) |
| 2008. augusztus 26.  | 100                         | 166,5            | 178,38                  |
| 2009. április 8.     | 200                         | 225              | 13,33                   |
| 2009. szeptember 15. | 300                         | 150              | 10                      |
| 2010. február 5.     | 400                         | 143              | 6,99                    |
| 2010. július 21.     | 500                         | 166              | 4,52                    |
| 2011. január 5.      | 600                         | 168              | 3,57                    |
| 2012. október 1.     | 1000                        | 635              | 2,46                    |
| 2014. március 8.     | 1320                        | 523              | -                       |
| 2016. január 27.     | 1591                        | 690              | -                       |

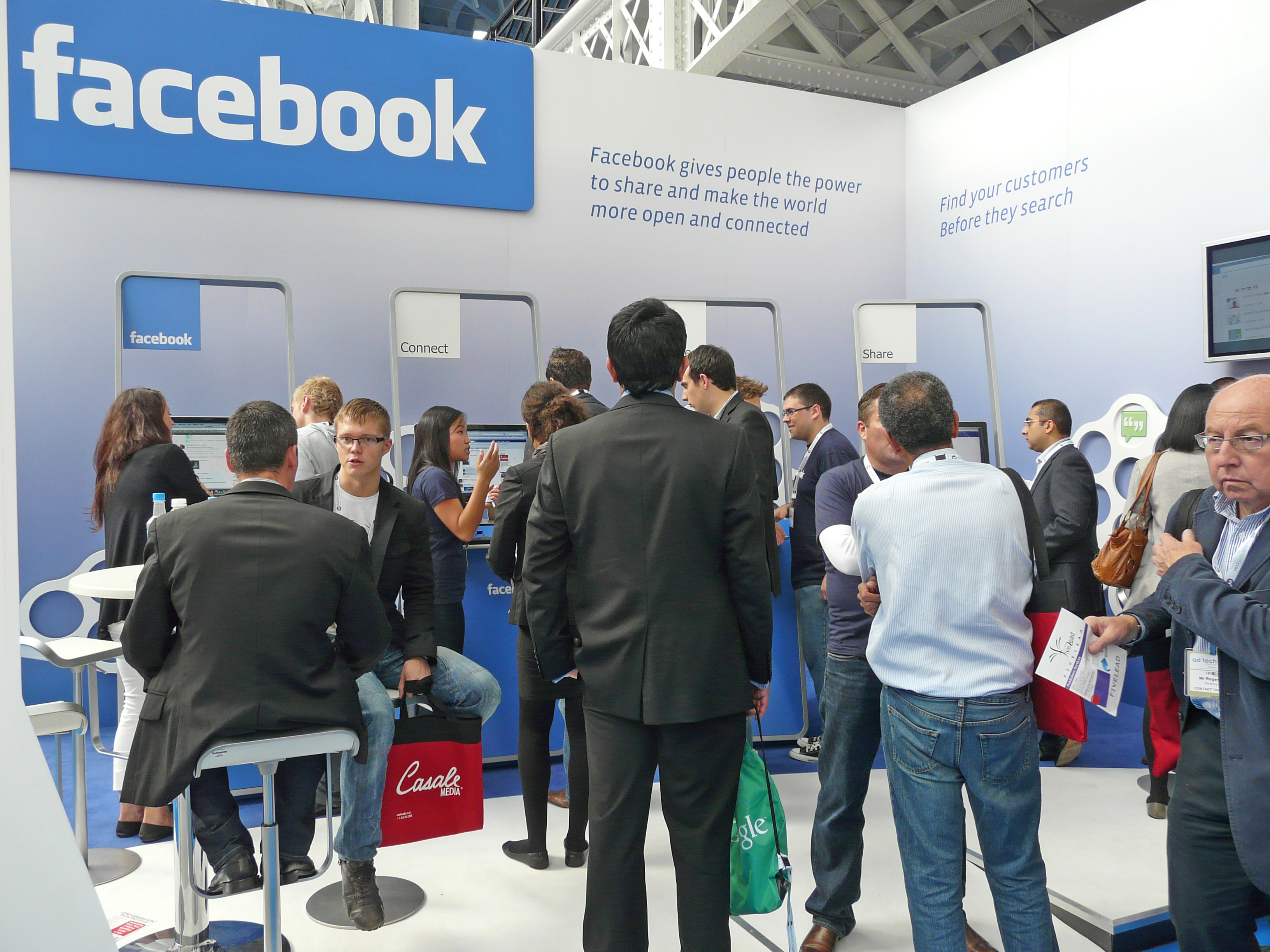
Facebook az Ad-tech London 2010-en

2016-os aktivitási adatok részletesen:
- Aktív felhasználók havonta: 1,591 milliárd
- Aktív felhasználók naponta: 1,038 milliárd
- Aktív felhasználók naponta mobilon: 934 millió
- Aktív felhasználók havonta mobilon: 1,442 milliárd
- Aktív felhasználók havi szinten, akik csak mobilon Facebookoznak: 823 millió
- 500 millió ember használja az eseményeket havonta
- 50 millió kisvállalkozás használ Facebook oldalt
- 2,5 millió hirdető van a Facebookon
- 100 millió órányi videót néznek meg a felhasználók naponta
- 500 millió felhasználó néz videót a Facebookon naponta[23]

A látogatószám dacára a Facebook 2011 nyarán már elmarad népszerűségben a közösségi oldalak között (vö. YouTube, Wikipédia): a jelek szerint sokan csak megszokásból használják.
A felhasználók Facebook-interakciója 2014-ben:
- 201 milliárd ismeretségi kapcsolat
- 6 milliárd like naponta
- 400 milliárd megosztott fotó
- 7,8 billió elküldött üzenet[8]

## Funkciók

### Like gomb

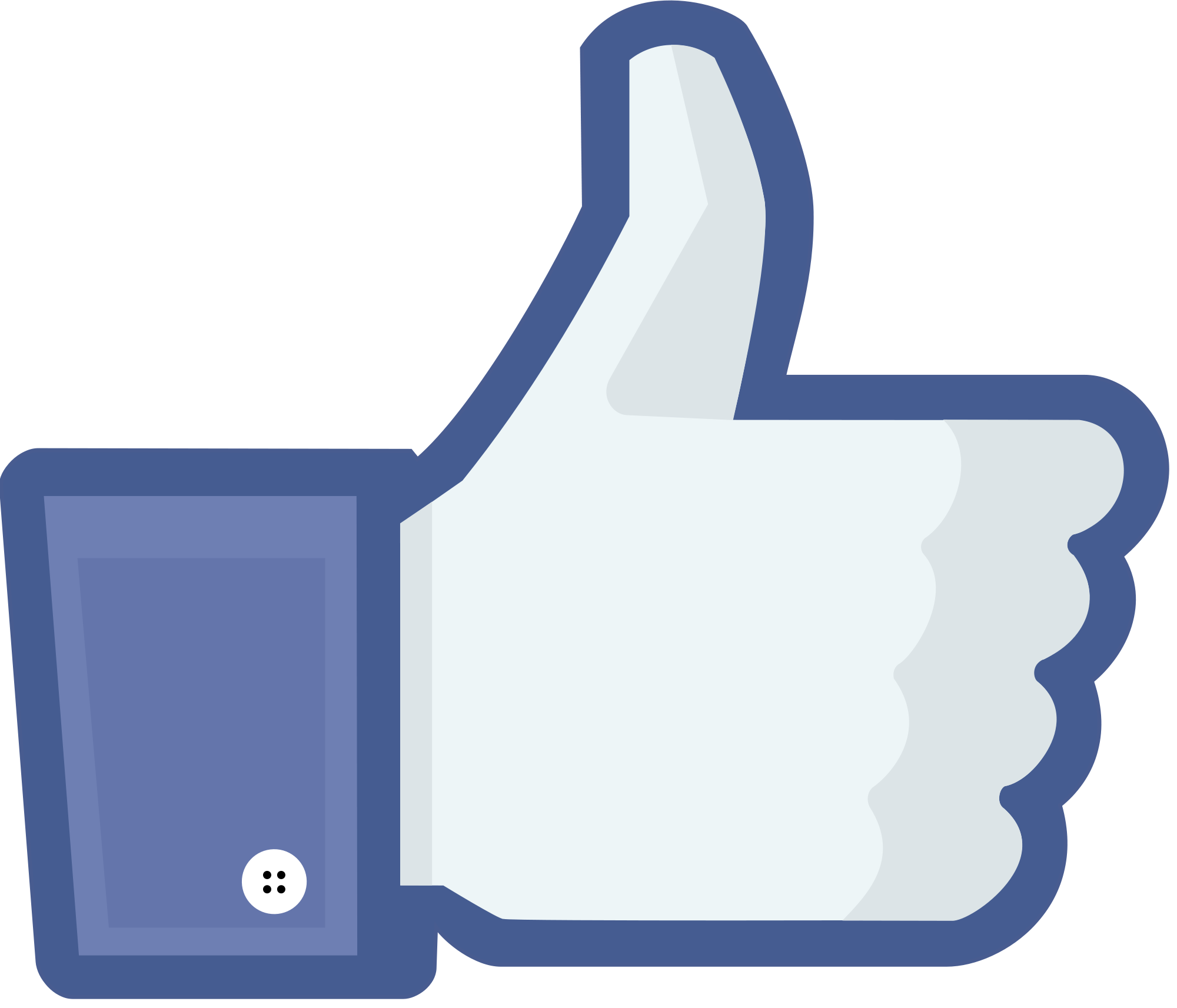
A tetszést kifejező ikon

A like, magyarosan lájk gomb a Facebook egyik legismertebb fejlesztése. A szó jelentése: „tetszik”. A „dislike” (nem tetszik) gomb, ami ennek ellentéte, jelenleg még nincs alkalmazásban és nem is lesz Mark Zuckerberg szerint, ez egy lehetőség ugyan a vélemény kifejezésére, de nem illik bele a cég arculatába. A Facebook 2009 februárjára fejlesztett ki egy alkalmazást, amelynek a „like” nevet adták. A gomb feladata az, hogy az emberek tetszésüket fejezhessék ki általa egy adott dolog vagy termék kedvelése kapcsán.
A gomb használatával egy kattintással jelezni lehet a tetszésnyilvánítást, nincs szükség hosszabb véleményezésre. A kezdeményezésnek az adta a hátteret, hogy egy sokkal személyesebb kapcsolatot akartak kialakítani az addigi helyett a honlapok látogatói számára. Természetesen a szöveges véleményezés lehetősége továbbra is fennmaradt. A gomb egy kódgenerátor segítségével készíthető el, és a Facebookon kívül más weboldalakra is beilleszthető. A lájk gomb valójában egy dobozban helyezkedik el, amelyben egy iframe és egy XFBML kód van. Ez a két kód ad lehetőséget arra, hogy kétféleképpen helyezhessék fel a lájk gombot a weboldalra, és a doboz paraméterei is tetszőlegesen meghatározhatók, valamint bármely oldalra beilleszthetők.
A lájkolás annyira elterjedt, hogy számtalan esetben más célra is használják a gombot, például adománygyűjtő honlapok. Ebben az esetben az adományozó eldöntheti a gomb megnyomása által, hogy az alkalmazást fejlesztők milyen célra fordítsák kattintásuk, networkjük értékét. A felhasználók, amennyiben telepítik a edge.create alkalmazást, látni fogják, hogy mikor kattintanak rá az oldalukon lévő gombra, ezáltal napi statisztikát láthatnak arról, hányan kedvelik az oldalukat.
A kattintás által a Facebook üzenőfalon megjelenik, hogy a felhasználó kedveli a szóban forgó oldalt. A megjelenés által terjed Facebookon belül az oldal linkje. A honlapon, ahol a gombot elhelyezik, megjelenik a tetszésnyilvánítások száma. Az ismerősök neve megjelenik a gomb alatt, amennyiben nekik is tetszik az oldal.
A „like” gomb kiváltja a megosztás gombot is, hiszen a megnyomása után már egy egész történet kerül az üzenőfalunkra egy lekicsinyített képpel együtt, sőt még megjegyzéseket is fűzhetünk hozzá.
A „like” gomb annyira sikeres, hogy a Google is bevezet egy Google +1 tetszésnyilvánító gombot, amely a kereső oldalán jelenik meg a találati listák elemei mellett. Ezt a gombot akkor kell majd megnyomni, ha az adott linket hasznosnak találtuk és értékelni szeretnénk.
A "like" gomb 2015-ben egy kisebb újításon esett át: immár külön részletezni lehet, hogy pontosan mit is gondol a felhasználó egy adott tartalomról. Ezek a következők (2020 óta egy új funkció vált elérhetővé):
- Tetszik (Like): igent mutató fehér kezecske egy kék körben
- Imádom (Love): fehér szív halvány piros körben
- Ölelés (Hug): szívecskét megölelő emoji
- Vicces (Haha): nevető emoji
- Wow (Hűha): meglepett arcú emoji
- Szomorú (Sad): kifejezéstelen arcú emoji, könnycseppel az arcán
- Dühítő (Angry): dühös arcú emoji, vörös fejbúbbal

Arnold Roosendaal egy tanulmányban hívta fel a figyelmet arra, hogy a Facebook „tetszik” (like) gombjának használatával a közösségi oldal működtetői követni tudják a felhasználók szokásait, netes viselkedését. A gomb egy sütit helyez el, és ennek segítségével tudni lehet, hogy mivel foglalkoznak. A süti egy egyedi azonosítót hoz létre, ennek segítségével ismeri fel a rendszer a felhasználót.

### Kérdések
2011 márciusában megjelent egy új szolgáltatás Questions – Kérdések néven. Béta tesztelése 2010 júliusától folyik, felhasználói köre egyelőre korlátozott, de folyamatosan bővül a hozzáférési lehetőség mindenki számára. A szolgáltatás lényege, hogy az üzenőfalon bármely felhasználó tehet fel kérdést a válaszok pedig egy ún. bővíthető szavazás formájában érkeznek. Segítségével gyors szavazást indíthatunk egy adott téma körül, pl. Hol van a legjobb hamburger New Yorkban? Megjelölhetjük vele azokat a barátokat, akiktől választ várunk és így az egyre terjedő kérdéskörben hamar megtalálhatjuk a választ. Magát a programot beállíthatjuk saját igényeink szerint, válaszadók száma, stb., mielőtt azonban megkezdjük használatát, legelőször is aktiválni kell.

### Videotelefonálás
A telefonálás 2011. áprilisi bevezetése után júliusban – a Skype-pal együttműködve – a videotelefonálás is elérhetővé vált.

## Vírusok, kártevők, adatlopás
Mint minden számítógépes rendszer, a Facebook is tartalmaz olyan elemeket, amelyek veszélyt jelentenek a felhasználóra. A biztonsági szoftverek megpróbálják kiszűrni ezeket, de valójában a felhasználó tudja a legjobban megvédeni magát, ha odafigyel ezekre az elemekre. Példa rá, hogy hírességek szexvideóit kínálják fel megtekintésre. A gyanútlan felhasználó rákattint a videóra, és nem tudja, hogy valójában egy láthatatlan Like gombot nyom meg, a lejátszógomb helyett, mögötte pedig videót nem talál. A jelenséget clickjackingnek nevezik.
A Symantec 2011 májusában jelentette be, hogy egy olyan rés volt a Facebook rendszerében, ami 2007-től éveken át lehetővé tette, hogy a közösségi oldalakon jelen lévő harmadik felek (hirdetők, szolgáltatást kínálók stb.) hozzáférhessenek az összes felhasználó adataihoz (profil, képek, chatüzenetek stb.), akkor is, ha a fióktulajdonos ezt nem engedélyezte. A Symantec már korábban, április második hetében értesítette erről a Facebookot, akik megtették az első lépéseket a hiba kijavítására, és a köszönetnyilvánítás mellett hivatalosan is közölték, hogy vizsgálatuk semmiféle bizonyítékot nem talált arra, hogy bárki is kihasználta volna a lehetőséget adatgyűjtés céljából. A médiában ezután indult hatalmas hírverést követően a Facebook fejlesztői blogjában bejelentette, hogy a gondokat okozó régebbi autentikációs rendszerüket frissítik az OAuth 2.0 és a HTTPS bevezetésével.
A legújabb Facebook-vírus az „Asprox.N” nevű trójai, ami e-mail formájában érkezik, azt közli a felhasználóval, hogy a Facebook-fiókja spamet terjesztett, emiatt a belépési adatokat központilag megváltoztatták, és új jelszót küldtek egy csatolt fájlban a régi helyett. A fájl úgy néz ki, mint egy igazi Word-dokumentum, de valójában egy exe file, amelyre ha rákattintunk, letöltődik. A valódi spammelés pedig éppen ekkor kezdődik el.
2010-ben már feltűnt és 2011-ben ismét visszatért a dislike spam, ami azt kéri a felhasználótól, hogy kapcsolja be az alkalmazást, ezzel viszont valójában csak levélszemetet generál.

## A Facebook Magyarországon
2008. november 26-án indult el a Facebook magyar változata, mely hamarosan rendkívül népszerűvé vált. A fordítást magyar felhasználók végezték és ez a munka ma is folyik, de rendkívül lassan. A fordítói rendszerhez egy fordító alkalmazás felvételével lehet csatlakozni. A magyarok körében kiemelkedően népszerű ez a közösségi oldal: 2014-ben a hazai internet felhasználók 85 százaléka használta a Facebookot.

### A magyar felhasználók megoszlása
A Social Daily adatai szerint 2014 júliusában az aktív felhasználók száma Magyarország területén 4,8 millió fő volt, ezzel a 44. legnagyobb Facebook ország. A magyar Facebook 2014. júliusi statisztikai adatai szerint, az összes regisztrált felhasználó közül 60%-ot a 18-35 éves korosztály birtokol. A legdinamikusabban növekvő korcsoport az 55-65+ éves korosztály. A magyar felhasználók 28%-a olvas rendszeresen könyvet, aminek 24%-a digitális formátumú (e-könyv).
A nemek aránya a következő: a férfiak 48%-ban, a nők pedig 52%-ban képviseltetik magukat a rendszerben.
| Életkori korcsoport | Felhasználók száma | Százalékos részesedés |
| 13-18               | 660 000            | 13,75                 |
| 18-25               | 1 060 000          | 22,08                 |
| 25-35               | 1 140 000          | 23,75                 |
| 35-45               | 980 000            | 20,42                 |
| 45-55               | 500 000            | 10,42                 |
| 55-65               | 480 000            | 10                    |
| 65+                 | 170 000            | 3,54                  |
| Összes              | 4 990 000          | 103,96                |

### TOP 10 magyar oldal
A legdinamikusabban változó oldalak az Activia és a Cartoon Network Magyarország, illetve Vona Gábor és Mesterházy Attila hivatalos oldala. Magyarország területén egy Like átlagos költsége 0,88 amerikai dollár, ezer megjelenésé pedig 0,02 amerikai dollár.
| Név                   | Rajongók száma |
| Activia               | 5 600 000+     |
| L'Oréal Professionnel | 3 380 000+     |
| F&F                   | 1 900 000+     |
| Foodpanda             | 1 480 000+     |
| Norbi Update          | 1 400 000+     |
| Tibi Atya             | 1 300 000+     |
| Túró Rudi             | 990 000+       |
| Extreme Silver        | 900 000+       |
| Kvíz Játékok          | 665 000+       |
| Ütős                  | 652 000+       |

### A mobil platformok megoszlása
Magyarország területén több mint 3 855 000 felhasználó mobileszközéről használják a Facebookot. A legnépszerűbb operációs rendszer az Android 67%-kal, melyből a Samsung 49%-ot hasít ki, ezzel a legnépszerűbb készülékgyártó hazánkban.
| Rendszer                                   | Felhasználók száma | Százalékos részesedés |
| Android                                    | 2 576 000          | 66,82                 |
| iOS                                        | 395 000            | 10,25                 |
| Windows Phone                              | 200 000            | 5,19                  |
| Egyéb (BlackBerryk, hagyományos telefonok) | 684 000            | 17,74                 |

## Társadalmi hatásai

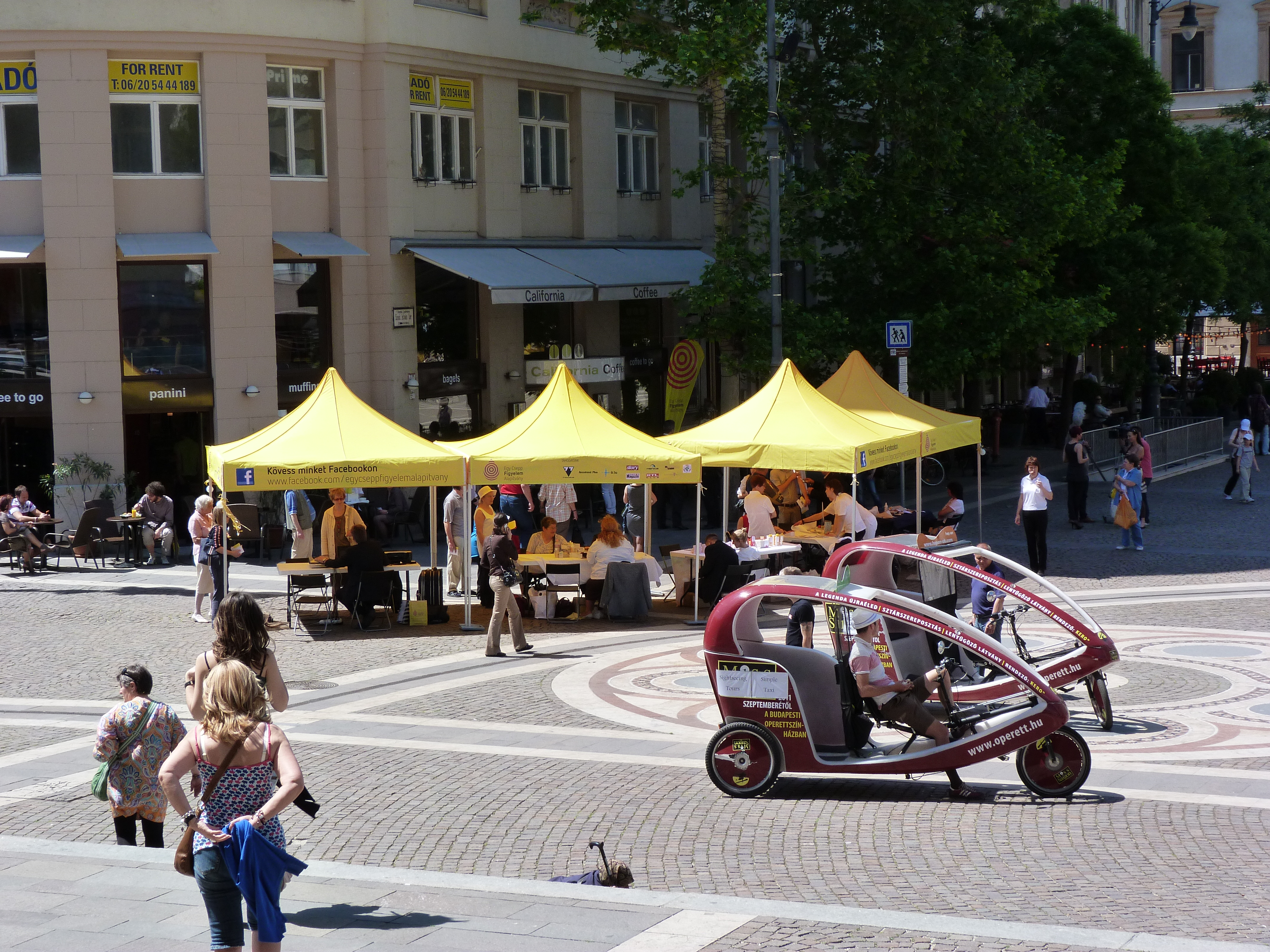
Facebook esemény a Szent István téren – 2011

2010 áprilisában a South Park egyik részben Frászbook néven parodizálta a közösségi oldalt.
2010. október közepén több millió Facebook-tag egyedi azonosítója került át több reklámcég rendszerébe. A The Wall Street Journal szerint olyan felhasználókat is érint, akik bizalmasnak jelölték a profiljukat. Néhány esetben az alkalmazások a barátok e-mail címét is elérhetővé tették a reklámcégek előtt. Azt nem lehet tudni, hogy mióta lopják az adatokat.
November végén a Német Fogyasztóvédelmi Központok Szövetsége bírósági eljárást indított a Facebook ellen, mert szerintük a Facebook egyáltalán nem veszi figyelembe az európai adatvédelmi törvényeket.
2011. május 19-én, csütörtökön Bret Taylor a Facebook technológiai vezetője bejelentette egy a cég adatkezelését firtató amerikai szenátusi meghallgatás során, hogy a közösségi oldal működtetői pedofil képek és elveszett gyermekek után is kutatni fognak a feltöltött képek elemzésével. A Microsoft PhotoDNA technológiát fogják használni.
2011 májusában a Facebook megbízott PR-céget, hogy járassa le a Google-t. NetBase közösségi médiumokat elemző cég az eseményt követően 70 ezer bejegyzést dolgozott fel és megállapította, hogy az incidens egyik cégre se volt hatással. Az incidens úgy derült ki, hogy a Facebook által megbízott PR-cég egy bloggernek azt ígérte, hogy ha megír egy a Google számára lealacsonyító sztorit, amiben ők is segítettek volna és közzéteszik, akkor jelentős újságokban újraközlik. A blogger azonban elutasította az ajánlatot, ráadásul ráhúzta az összeesküvésre a vizes lepedőt, kiteregetve a suttogó propaganda minden szennyes részletét.

### Pszichológiai hatásai

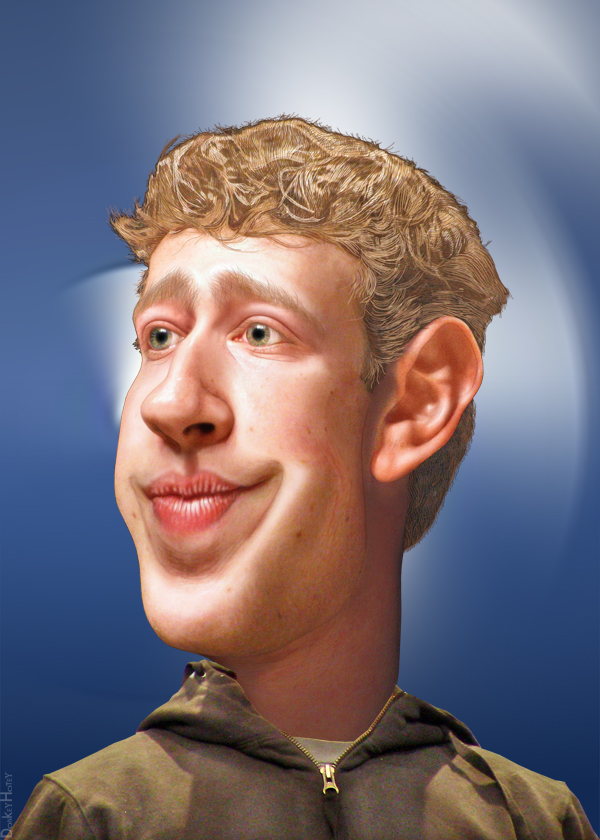
Mark Zuckerberg karikatúrája

Fontos megemlíteni a Facebook pszichológiai hatásait, hiszen mára társadalmunk jelentős kommunikációs platformjává vált, sokan elsősorban ezen keresztül tartják a kapcsolatot barátaikkal, családjukkal, kollégáikkal, tanáraikkal, stb.. Mivel viszonylag új és gyorsan fejlődő csatornától van szó, ami robbanás-szerűen jelent meg az emberek mindennapjaiban, nem lehetünk biztosak benne, hogy milyen hosszú távú hatásai lehetnek az emberi kapcsolatokra és azokon keresztül magukra a személyekre.
Különösen fontos kérdés ez a gyerekek esetében, hiszen a serdülők körében gyakoriak az evészavarok (bulimia, anorexia nervosa), amiknek kialakulásában a Facebook is szerepet  játszhat. Egy Marika Tiggemann és Amy Slater által folytatott 2013-as kutatásban az általuk vizsgált lányok 95,5%-a rendelkezett internethozzáféréssel az otthonában. Kimutatták, hogy az internetezéssel töltött idő szignifikánsan együtt járt a vékony testkép idealizálásával, a testalkatra való kínos ügyeléssel, és azzal a vággyal, hogy vékonyak legyenek. A vizsgált lányok nagy részének volt Facebook-profilja és a Facebook-felhasználók magasabb pontszámokat értek el a kutatók által alkalmazott teszteken, ami azt jelenti, hogy ők jelentősen többet foglalkoznak a külsejükkel.
Pszichológusok szerint az oldal káros hatással lehet a gyenge önértékeléssel rendelkező tizenévesekre, amikor ismerőseik pozitív élményeiről és népszerűségéről értesülnek. Ezzel már indulásakor szorongást és depressziót okozott a felhasználók körében, amin a Hírfolyam 2006-os bevezetése, a „Tetszik” (Like) gomb 2009-es megjelenése, valamint a felhasználókat diszkréten érdeklődési buborékba izoláló, polarizáltságfokozó és konfliktusorientált algoritmusú platform algoritmusának későbbi finomhangolása csak rontott.
A gyász kérdése is érdekes, hiszen a Facebook előtti időkben senkinek nem kellett szembenéznie olyan problémával, mint az, hogy mit csináljanak az elhunyt hozzátartozójuk internetes hagyatékával, tehát a Facebook profiljával. Eredetileg az volt a hivatalos szabályzat, hogy az elhunyt profilját 30 napon belül törölték személyiségi okok miatt, de később ezt a felhasználók kérésére módosították és azóta az arra jogosultak emlékoldallá alakíthatják az adott Facebook fiókot, ahol az elhunyt ismerősei részvétüket nyilváníthatják, megoszthatnak közös emlékeket vagy üzenetet hagyhatnak.  Külön kérésre természetesen el is távolítják a fiókot. Nyilvánvalóan az már egy kutatott kérdés, hogy ennek milyen hatásai vannak a gyász folyamatára, hiszen lassan minden kultúra részévé válhat a feldolgozásnak ez a módja is.
Egy másik probléma, aminek megjelenése specifikusan a Facebookhoz köthető, a Facebook-függőség. Egy 2011-es tanulmány azt állítja, hogy egyes felhasználók számára kilépni a közösségi média világából ahhoz hasonlítható és legalább olyan nehéz, mint lerakni a cigarettát vagy leszokni az alkoholról. Más kutatók 2013-ban azt az eredményt kapták, hogy az alkohol és a dohány nem tudnak lépést tartani a közösségi média által okozott függőség mértékével. 2014-ben az oldal fél órára elérhetetlenné vált, aminek következtében számos ember tárcsázta a segélyhívó számot.

### Politikai hatásai
Az oldal használata fennállása óta néhány országban ellenállásba ütközött és ütközik ma is. Szíriában, Kínában, Iránban, Bangladeshben, Pakisztánban többször blokkolták 2010 folyamán. Kínában 2009-ben, Oroszországban pedig 2022-ben tiltották be.
A kínai kormányzat a 2009-es 140 halálos áldozattal járó Ürümcsiben kitört lázadást követően tette a Facebookot – valamint ezzel együtt néhány hasonlóan népszerű közösségi oldalt, a Twittert és a YouTube-ot  is – elérhetetlenné. A Kínai Nagy Tűzfal keretében az egész országban azóta is blokkolva van a Facebook-hozzáférés.
2010 májusában a Facebook egy közösségi csoportja arra buzdította a felhasználókat, hogy május 20-án Mohamedről készült rajzokat küldjenek. A rajzverseny szervezői az ellen a blogger ellen akartak tiltakozni, aki megfenyegette a South Park készítőit, mivel az egyik epizódban Mohamedet medvének öltöztetve jelenítették meg. A próféta ábrázolására való felhívás nagy felháborodást keltett Pakisztán-szerte és sok más iszlám országban. Karacsiban tüntetéseket tartottak emiatt és követelték a Facebook betiltását. A portál elérhetőségét egész májusban blokkolták.
Politikai elemzők szerint 2011 elején a nagy arab válság kirobbanásában is jelentős szerepet játszhatott.
Ezzel kapcsolatban született a következő vicc is.
Hoszni Mubárak találkozik a túlvilágon két korábbi egyiptomi elnökkel, Anvar Szadattal és Gamal Abden-Nasszerrel. Megkérdezi őket, hogyan kerültek oda.
 „Méreg” – mondja Nasszer.
 Ezután Mubarak Szadathoz fordul a kérdéssel.
 „Egy merénylő lövedéke” – mondja Szadat, majd megkérdezi: 
„És veled mi végzett?”.
 „A Facebook” – válaszolja Mubarak.
Mivel rendkívül gyorsan terjednek az információk a világhálón, a közösségi oldal szerepe a politika változásaiban is megnyilvánul.
Több országban korlátozták, vagy szüntették be teljesen az internet szolgáltatásokat a Facebookon elindult tüntetésszervezések hatására. Horvátországban 2011. március 7-re szerveztek tüntetést a Facebookon a jelenlegi kormány politikája ellen. Az így kialakult tüntetésen több, mint 8 ezren vettek részt.
2011. március 31-én a Facebook megszüntette a Harmadik Palesztin Intifáda nevű oldalt, amelyen 2011. május 15-ére szerveztek volna felkelést. A Facebook szóvivője, Andrew Noyes szerint az oldalt az erőszakra való buzdítás miatt szüntették meg.
A 2020-as évekre a nemzetközi és a hazai politikai elit, továbbá az autokráciára hajlamos, illetve az arra törekvő közéleti szereplők nyilvános kommunikációjának egyik meghatározó terepévé nőtte ki magát. A propaganda terjesztése a 21. században az internet elterjedésével a kiberhadviselés dimenziójába lépett és a közösségi oldalak fizetett trollhadserege mellett a másik fő eszköze a szándékosan hamis hírek, az álhírek (fake news) univerzuma lett a világhálón. A politikai dezinformáció direkt terjesztése a lélektani hadviselés egyik formája.

### Kritikák
A Fast Company beszámolt egy Facebook felhasználó kirohanásáról. Peter Thoeny, aki a newtowni mészárlásról írt, ahol főleg gyerekek estek áldozatul, ami mellé a Facebook egy géppuska-hirdetést jelenített meg. Peter Thoeny szerint „undorító és támadó módon céloz” a Facebook a hirdetések kihelyezésénél.

## Érdekességek
2011. március 2-án Gamal Ibrahim egyiptomi férfi a Facebook nevet adta újszülött kislányának, amit azzal indokolt, hogy szerette volna kifejezni háláját a közösségi oldal iránt, amiért a Facebook segítette Mubarak elüldözését.
2008-ban az eddig is a legidősebb felhasználóként számon tartott 102 éves Ivy Bean csatlakozott a Facebook csapatához, aki akkor egy bradfordi ápolási otthonban élt. Regisztrációja után számos rajongói oldal készült a tiszteletére. Az otthonban 2010 elején meglátogatta Gordon Brown miniszterelnök és felesége, Sarah. A Twitterhez is csatlakozott, és ott 56 300 barátra tett szert. 104 éves korában hunyt el.
2012 októberében eltűnt machynllet-i otthonából egy 5 éves kislány, esete megjelent a Facebookon is. A 18 éves Sam Busby szexuális tartalmú, obszcén bejegyzéseket írt az oldalra, melynek következtében a worcesteri bíróság a tinédzsert 6 hét felfüggesztett börtönre és 200 óra közmunkára ítélték, illetve a perköltségeket is ráterhelték. Ez az első olyan eset, hogy facebookos bejegyzése miatt kapott valaki börtönbüntetést.
2014 júliusában Shakira, kolumbiai énekesnő új korszakot hozott a Facebook világában, hiszen ő lett az első olyan híresség, akinek hivatalos oldala elérte a 100 milliós kedvelést. Ez alkalomból maga Mark Zuckerberg is kifejezte gratulációját az énekesnő idővonalán.
A Biden-kormányzat orosz mintára nyomást gyakorolt a Facebookra, hogy bizonyos tartalmakat cenzúrázzanak. Zuckerberg szerint jobb lett volna, ha szókimondóbban lépett volna fel a Biden-kormányzat ilyen törekvései ellen a világjárvány idején.

## Megjelenése a kultúrában
2010. november 11-én mutatták be David Fincher Social Network – A közösségi háló című filmjét, amely a Facebook alapításának történetét dolgozza fel. A három Oscar-díjat és négy Golden Globe-díjat nyert filmben Zuckerberget Jesse Eisenberg alakította. A történet alapjául Ben Mezrich Véletlenül milliárdos – Hogyan született a Facebook (Accidental Billionaires) című 2009-ben megjelent könyve szolgált, amely hamarosan a sikerlisták élére került.

## Összeomlások
Magyarországról a Facebook leállásáról már 2021. október 4-én, délután 6 órakor érkeztek az első visszajelzések. A rendszerben már október 3-án vasárnap is fennakadások voltak, de a közösségi háló akkor még működőképes volt világszerte, hétfőre viszont minden országban elkezdett elérhetetlenné válni a Facebook, amit e pillanatban sem tudnak a szakemberek megoldani, mindez igen súlyos és komoly problémára utal.
Hasonló összeomlás már történt 2008-ban a rendszerben, ám a 2021-es leállás még ennél is nagyobb, sőt egyedülálló jelenségnek tekinthető, hisz teljes rendszerek effajta globális szintű leállása ritka. Hackertámadás és egyéb ehhez hasonló külső behatolás lehetőségét már az elején kizárták, mivel az érintett alkalmazások rendszerei túlságosan eltérők ahhoz, hogy világszinten egyszerre álljanak le. Ráadásul a leállást megelőző órákban számos hibaüzenet érkezett, s a domain név utána kezdett meghibásodni. Eisenberger Tamás szoftverfejlesztő szerint a Facebook teljes felhős kiszolgáló infrastruktúrájával probléma lehet, ami a domain nevet is érinti.
A Facebook közleményt adott ki a felhasználók részére (bár ez többek számára túlzottan semmitmondó tájékoztatás volt), miszerint tud a problémáról és valamennyi felhasználó elnézését kérték. Bár dolgoznak a hiba mihamarabbi elhárításán, a rendszer összeomlásából adódó káosz hátrányosan érinti nemcsak a felhasználókat, de számos szolgáltatót és céget is világszerte, akik nem érhetik el se alkalmazásaikat, sem pedig termékeiket. Eleinte a hírek azt valószínűsítették, hogy a Domain Name System (DNS) hibásodott meg, ez okozza a globális leállást, ám szakemberek szerint egy ilyen hibát nagyon könnyű korrigálni, így a domain név leállása csak egy része az összeomlásnak. Nem sokkal később az Euronews közzétette, hogy a vállalat volt termékmenedzsere Frances Haugen dokumentumokat szivárogtatott ki nemrégiben az amerikai sajtónak, melyek állítása szerint igazolják a cég tisztában van az általa okozott szociális, politikai, mentális és gazdasági károkkal. Ezt követte nem sokkal a globális platformok leállása.
A cégnél a bizonytalanság hatalmas, a szakemberek képtelenek megoldani a problémát, noha nagy erővel dolgoznak a rendszer helyreállításán. A korábban bevált számítástechnikai módszerekkel sem sikerült újraindítani a kulcsfontosságú belső szervereket. A 2008-ban történt leálláskor a teljes rendszert újra indították, de akkor még a platform nem volt még túlzottan népszerű. Ezért is okoz most hatalmas gondot a Facebook összeomlása.
Haugens bejelentése és a leállások miatt a cég részvényeit is hatalmas veszteség érte. Napi szinten hat százalékot esett a Facebook-részvények értéke, amelyre egy éve nem volt példa. Számos felhasználó a Twittert használja és próbál tájékozódni a káosz felől, melynek részvényei szintén zuhanást vettek, ugyanakkor a Facebookkal konkurens közösségi háló látogatottsága egyre csak nő. A nap végére Zuckerberg vesztesége már 7 milliárd amerikai dollár volt. A részvények eddigi vesztesége pedig már a 15%-ot is elérte, vagyona csökkenésével Zuckerberg a milliárdosok ranglistáján az 5. helyre, Bill Gates mögé szorult.
A problémát végül a technikusok kiküszöbölték és október 5-én kedden, virradóra helyreállt a közösségi háló, így minden közösségi szolgáltatás és felhasználói fiók elérhető lett. A javítást nehezítette egyebek mellett, hogy a dolgozók a külső e-maileket sem kapták meg.

## Ajánlott irodalom
- Beleznay Péter: A Facebook, Változó Világ 76. sz., Budapest, 2011
- Ben Mezrich: Véletlenül milliárdos – Hogyan született a Facebook. Athenaeum 2000 Kiadó, 2010 ISBN 9789632931036
- Nicholas A. Christakis – James H. Fowler: Kapcsolatok hálójában – Mire képesek a közösségi hálózatok, és hogy alakítják sorsunkat? Typotex Kiadó, 2010 ISBN 9789632791555